# Hidcote Bartrim
Hidcote Bartrim – wieś w Anglii, w hrabstwie Gloucestershire, w dystrykcie Cotswold. Leży 43 km na północny wschód od miasta Gloucester i 128 km na północny zachód od Londynu. Hidcote Bartrim jest wspomniana w Domesday Book (1086) jako Hidi/Hedecote.